# Edmond Haxhinasto
Edmond Haxhinasto, né le 16 novembre 1966 à Tirana, est un homme politique albanais membre du Mouvement socialiste pour l'intégration (LSI).

## Biographie

### Jeunesse et formation
Il obtient un baccalauréat universitaire en langue anglaise à l'université de Tirana en 1989. Il intègre alors le service diplomatique. En 1996, il passe avec succès une maîtrise en administration des affaires en Slovénie, puis il suit des cours de politiques publiques à l'université de Princeton.
Il a été conseiller diplomatique du Premier ministre socialiste Ilir Meta, puis chargé d'affaires à l'ambassade d'Albanie en Serbie.

### Débuts et ascension en politique
En 2004, il participe à la fondation du Mouvement socialiste pour l'intégration (LSI) avec Ilir Meta et d'autres dissidents du Parti socialiste d'Albanie (PSSh). Il en devient secrétaire aux Affaires internationales, puis vice-président. Lorsque le LSI entre en coalition avec le Parti démocrate d'Albanie (PDSh) après les élections législatives du 29 juin 2009, il est nommé vice-ministre des Travaux publics.

### Ministre
À l'occasion d'un premier remaniement le 16 septembre 2010, il prend la succession de Meta au poste de ministre des Affaires étrangères. Il récupère le titre de Vice-Premier ministre le 17 janvier 2011, puis devient ministre de l'Économie, du Commerce et de l'Énergie le 27 juin 2012. Le 4 avril 2013, il quitte le gouvernement alors que le LSI se retire de la coalition au pouvoir.
À la suite des élections législatives du 23 juin 2013, remportées par le centre-gauche, il est nommé le 15 septembre suivant ministre des Transports et des Infrastructures dans le gouvernement du Premier ministre socialiste Edi Rama. Il est remplacé le 9 septembre 2016 par Sokol Dervishaj.